# トロフォーニオの洞窟
『トロフォーニオの洞窟』（トロフォーニオのどうくつ、イタリア語: La grotta di Trofonio）は、アントニオ・サリエリが1785年に作曲・上演した全2幕のイタリア語オペラ・ブッファ（オペラ・コミカ）。リブレットはジョヴァンニ・バッティスタ・カスティによる。上演時間は約2時間30分。

## 作曲の経緯
サリエリはパリで『ダナオスの娘たち』を上演して大成功した後、1784年春の終わりごろにウィーンに戻った。当時ヨーゼフ2世はいったん廃止したイタリア・オペラ団を1783年に再建し、サリエリは宮廷オペラの監督に復職していた。サリエリは新たに宮廷オペラの詩人に任命されたロレンツォ・ダ・ポンテのリブレットによる喜劇『一日長者』を作曲し、1784年12月に初演したが、失敗に終わった。そこで今度はカスティ（ダ・ポンテのライバルでもあった）と組んで『トロフォーニオの洞窟』を作曲した。
1785年10月12日にウィーンのブルク劇場で初演された。ただし現存する最古のリブレットの記述によれば、それより前にラクセンブルク宮殿で上演された可能性もある。オペラは成功をおさめ、ブルク劇場で26回上演された。ウィーンのほかにヨーロッパ各地で上演される国際的なヒット作品になった。
同年、オペラのフルスコアがアルタリア社から出版された。これは同社にとって総譜の形で全曲印刷された最初のオペラ・ブッファだった。またサリエリの生前にフルスコアの形で出版された唯一のイタリア・オペラでもあった。
なおパイジエッロも『トロフォーニオの洞窟』を作曲し、1785年のうちにナポリで初演している。
姉妹にそれぞれ恋人があり、2人の男性が入れかわる、という筋立ては『コジ・ファン・トゥッテ』と共通であり、おそらくダ・ポンテは『トロフォーニオの洞窟』を念頭においてリブレットを書いた（『コジ・ファン・トゥッテ』はもともとサリエリが作曲することを想定していた）。

## 音楽
トロフォーニオ（トロポーニオス）は古代ギリシア神話上の建築家で、彼の神託所は深い洞窟の中にあり、人々に恐れられていた。話そのものは2人の対照的な人物の性格が入れかわる単純な喜劇だが、トロフォーニオの洞窟という神秘的な道具立てが魅力を高めている。
サリエリは真面目な人物をオペラ・セリア的、陽気な人物をオペラ・ブッファ的な様式で作曲しわけ、性格が変わると音楽のスタイルも変わるようにした。オフェーリアの最初のアリア「D'un dolce amor」にはソナタ形式の語法が使われている。
また、『ダナオスの娘たち』に見られるフランス・オペラの影響は、とくにトロフォーニオがはじめて登場するシーンの遅いテンポのニ短調の音楽に現れている。オフェーリアのアリア「D'un dolce amor」にはクラリネットとファゴットが伴奏に使われ、アルテミドーロが森の中をさまよう「Di questo bosco ombroso」ではオーボエとフルートが鳥の声を模倣し、プリステーネが初めて洞窟から出たところで歌う「Vieni, o Maestro, e duce」では性格の変化を表すためにコーラングレとファゴットを使用するなど、管楽器を効果的に使用している。

## 登場人物
- アリストーネ（バス） - イタリア人の商人。
- オフェーリア（ソプラノ）- アリストーネの娘のひとり。まじめな性格。
- ドーリ（ソプラノ）- アリストーネの娘のひとり。陽気な性格。
- アルテミドーロ（テノール）- 哲学を好む青年。オフェーリアの恋人。
- プリステーネ（テノール）- 陽気な青年。ドーリの恋人。
- トロフォーニオ（バス）- 洞窟に住む哲学者、魔法使い。

初演ではアリストーネをフランチェスコ・ブッサーニ、オフェーリアをアンナ・ストラーチェ、ドーリをチェレステ・コルテッリーニ、アルテミドーロをヴィンチェンツォ・カルヴェージ、プリステーネをステファノ・マンディーニまたはパオロ・マンディーニ、トロフォーニオをフランチェスコ・ベヌッチが演じた。

## あらすじ

### 第1幕
アリストーネの2人の娘たちのうち、静かな性格のオフェーリアは哲学を好むアルテミドーロを愛し(D'un dolce amor)、明るい性格のドーリは陽気で外向的なプリステーネを愛していた(Il diletto che in petto mi sento)。アリストーネはこの2組のカップルの結婚を承認する(Da un fonte istesso)。
トロフォーニオは洞窟の精霊たちを使役し、精霊たちの合唱が答える(Spiriti invisibili)。洞窟を通り抜けると性格が逆になる魔法がかけられているのだった。そこへプラトンの本を手にしたアルテミドーロがやってくる(Di questo bosco ombroso)。トロフォーニオが彼を洞窟にはいるように勧めると、知識欲の強いアルテミドーロは大喜びで中にはいる。入れかわりにプリステーネがやってくる(Ah trovar fra queste piante)。洞窟にアルテミドーロがはいったとトロフォーニオが伝えると、疑いを持たずにプリステーネも洞窟にはいる。洞窟の出口から出たアルテミドーロは哲学のことを忘れて陽気な性格となり(Evviva la gioia)、逆にプリステーネは真剣な性格になる(Vieni, o Maestro, e duce)。
オフェーリアはアルテミドーロに対する愛を歌う(È un piacer col caro amante)。しかしやってきたアルテミドーロの様子がおかしいのに驚く。ドーリもプリステーネの性格が変わってしまったことをいぶかり、彼が芝居を打っているのではないかと疑う。皆はアリストーネに相談に行き、困惑する人々の五重唱で幕になる。

### 第2幕
アリストーネは娘たちに恋人を取りかえることを提案するが、そういうわけにもいかない。
アルテミドーロとプリステーネがふたたび洞窟にはいると、再び性格の逆転が起きて元に戻る。トロフォーニオは喜び、魔法の力のすばらしさをたたえる(Questo magico abituro)。
今度はオフェーリアとドーリがトロフォーニオの所にやってきたため、彼はふたりを洞窟に招き入れる(三重唱 Venite o donne, meco)。
アルテミドーロ・プリステーネ・アリストーネは行方不明の娘たちを探しまわる(「qua - qua - qua」で終わる滑稽な三重唱「Ma perché in ordine」)。娘たちは見つかるが、今度は彼女らの性格が逆転してしまっていた（オフェーリアはここでメヌエット「La ra la ra」を歌う）。アリストーネはトロフォーニオに助けを求め(Trofonio, Trofonio filosofo greco)、トロフォーニオは洞窟の魔法について説明する。アリストーネは娘2人をもう一度洞窟に入れることで元に戻すことができた。洞窟の不思議を一同が歌って幕が降りる。